# Quốc kỳ Thụy Sĩ
Quốc kỳ Thụy Sĩ (tiếng Đức: Fahne und Wappen der Schweiz; tiếng Pháp: Drapeau et armoiries de la Suisse; tiếng Ý: Bandiera della Svizzera là một lá cờ có hình vuông màu đỏ, có hình thập tự màu trắng.
Đây là một trong hai quốc kỳ có hình vuông, quốc kỳ hình vuông kia là Quốc kỳ Thành Vatican.